# Gobierno de Pōhiva Tu'i'onetoa
El Gobierno Tu'i'onetoa fue el gobierno de Tonga desde el 8 de octubre de 2019 hasta el 27 de diciembre de 2021, liderado por el primer ministro Pōhiva Tu'i'onetoa.
Tras el fallecimiento del primer ministro Akilisi Pōhiva, Tu'i'onetoa abandonó el oficialismo y antes de la elección de un nuevo Jefe de Gobierno, se unió a la oposición independiente, compuesta por el bloque de los Representantes Nobles y los Populares independientes. Más tarde anunció la formación de un nuevo grupo político, el Partido Popular. El 27 de septiembre, la Asamblea Legislativa lo eligió Primer Ministro, por quince votos contra ocho para Semisi Sika, quien se había desempeñado como mandatario interino tras el fallecimiento del anterior.

## Historia
En las elecciones generales de 2017, el Partido Democrático de las Islas Amigas (PTOA) obtuvo por primera vez una mayoría absoluta en la Asamblea Legislativa. Akilisi Pōhiva, líder histórico del movimiento pro democracia lidera entre 2014 y 2017 un primer gobierno, compuesto por integrantes de su partido e independientes. Durante el mismo, Tu'i'onetoa ocupó el cargo de Ministro de Policía, Turismo, Trabajo y Comercio (2014-2017), y de Ministro de Finanzas y Planificación Nacional (2017-2019). Pōhiva falleció en su segundo mandato, el 12 de septiembre de 2019, asumiendo el que hasta entonces se había desempeñado como su vice primer ministro, Semisi Sika. por lo que la elección del nuevo primer ministro quedó en manos del Parlamento; para la misma, Tu'i'onetoa abandonó el oficialismo para unirse al bloque opositor. A él se suman otros tres representantes del PTOA, incluido el ministro de Justicia, Sione Vuna Fa'otusia. El 27 de septiembre, Pohiva Tuʻiʻonetoa es electo primer ministro por el Parlamento. El Rey invita formalmente a formar el nuevo gobierno el 8 de octubre.
La elección parcial del 28 de noviembre de 2019 en el distrito electoral de Tongatapu 1, para el escaño que quedó vacante por la muerte de Akilisi Pōhiva fue ganada por Siaosi Pohiva, candidato democrático e hijo mayor del fallecido primer ministro; superó a Netatua Pelesikoti Taufatofua, miembro del gobierno.
El 9 de diciembre de 2020, el líder del Partido Democrático de las Islas Amigas (PTOA), Semisi Sika presentó una moción de censura contra Tu'i'onetoa, que se votó el martes 12 de enero de 2021. El viceministro, Sione Vuna Fa'otusia renunció a su cargo en el gabinete, tras ser uno de los diez firmantes. Eran necesarios 13 votos, es decir, la mitad de la Asamblea Legislativa para que saliera adelante. Finalmente, 13 representantes votaron en contra frente a 9 que votaron a favor, por lo que el proyecto fue rechazado.

## Estructura y composición
La composición del gabinete fue anunciada el 10 de octubre de 2019, el cual quedó conformado por 14 ministerios y 12 ministros, de los cuales solamente tres integraron el gabinete de Akilisi Pōhiva, pero cinco pertenecían al PTOA. Además, fueron designados dos nobles y dos mujeres. La ministra de salud, Hon. Dr. 'Amelia Tu'ipulotu al no ser Representante en la Asamblea Legislativa, ocupa un escaño ex officio.
| Ministerio                                                                                                  | Titular                                                                              |
| --- | ------------------------------------------------------------------------------------ |
| Vice primer ministro Empresas Públicas                                                                      | Hon. Dr. Pōhiva Tu'i'onetoa 8 de octubre de 2019 - 27 de diciembre de 2021           |
| Viceprimer Ministro Justicia y Prisiones                                                                    | Hon.Sione Vuna Fa'otusia 10 de octubre de 2019 - 14 de diciembre de 2020             |
| Viceprimer Ministro Justicia y Prisiones                                                                    | Hon. Samiu Kuita Vaipulu 25 de enero de 2021 - 27 de diciembre de 2021               |
| Tierras y Recursos Naturales Fuerzas Armadas de Su Majestad                                                 | Lord Ma'afu 10 de octubre de 2019 - 12 de diciembre de 2021                          |
| Finanzas y Planificación Nacional Ingresos y Aduanas                                                        | Hon. Tevita Lavemaau 10 de octubre de 2019 - 27 de diciembre de 2021                 |
| Meteorología, Energía, Información, Gestión de Desastres, Medio Ambiente, Comunicaciones y Cambio Climático | Hon. Poasi Mataele Tei 10 de octubre de 2019 - 27 de diciembre de 2021               |
| Educación                                                                                                   | Hon. Siaosi ‘Ofakivahafolau Sovaleni 10 de octubre de 2019 - 27 de diciembre de 2021 |
| Comercio y Desarrollo Económico                                                                             | Hon. Samiu Kuita Vaipulu 10 de octubre de 2019 - 25 de enero de 2021                 |
| Comercio y Desarrollo Económico                                                                             | Hon. Tatafu Moeaki 25 de enero de 2021 - 27 de diciembre de 2021                     |
| Infraestructura y Turismo                                                                                   | Hon. ‘Akosita Lavulavu 10 de octubre de 2019 - 17 de junio de 2021                   |
| Asuntos Internos                                                                                            | Hon. Vatau Hui 10 de octubre de 2019 - 27 de diciembre de 2021                       |
| Policía, Bomberos y Servicios de Emergencia                                                                 | Lord Nuku 10 de octubre de 2019 - 27 de diciembre de 2021                            |
| Agricultura, Alimentación, Bosques y Pesca                                                                  | Lord Tuʻilakepa 10 de octubre de 2019 - 27 de diciembre de 2021                      |
| Salud | Hon. Dr. 'Amelia Tu'ipulotu 10 de octubre de 2019 - 27 de diciembre de 2021          |
| Fuenteː |                                                                                      |